# Оберхаузенский шлюз

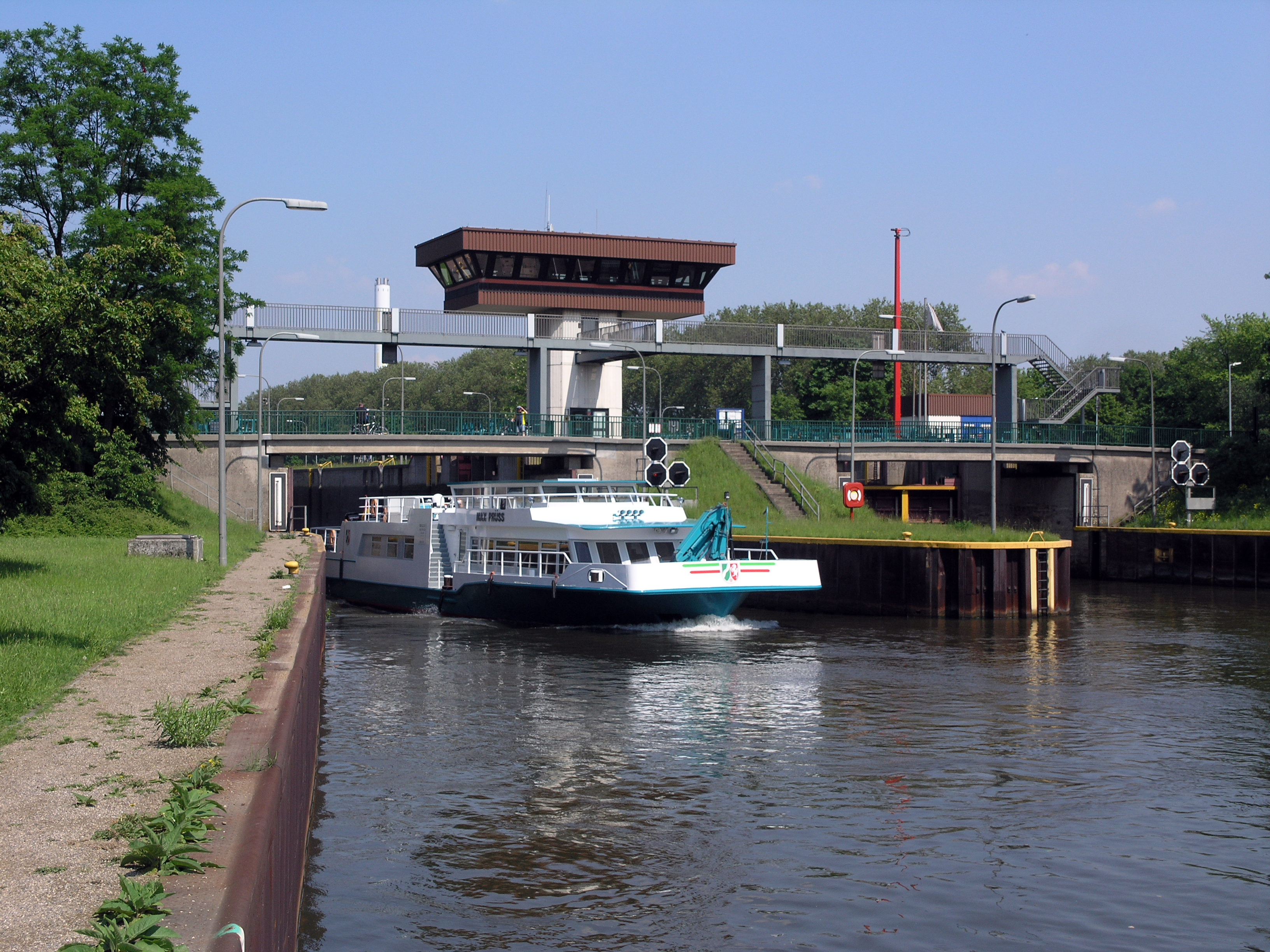
Оберхаузенский шлюз

Оберхаузенский шлюз (нем. Schleuse Oberhausen) — второй из пяти шлюзов на канале Рейн-Херне на отметке 5,677 км от начала канала. Расположен в районе Альт-Оберхаузен города Оберхаузен (Германия, федеральная земля Северный Рейн — Вестфалия).

## История

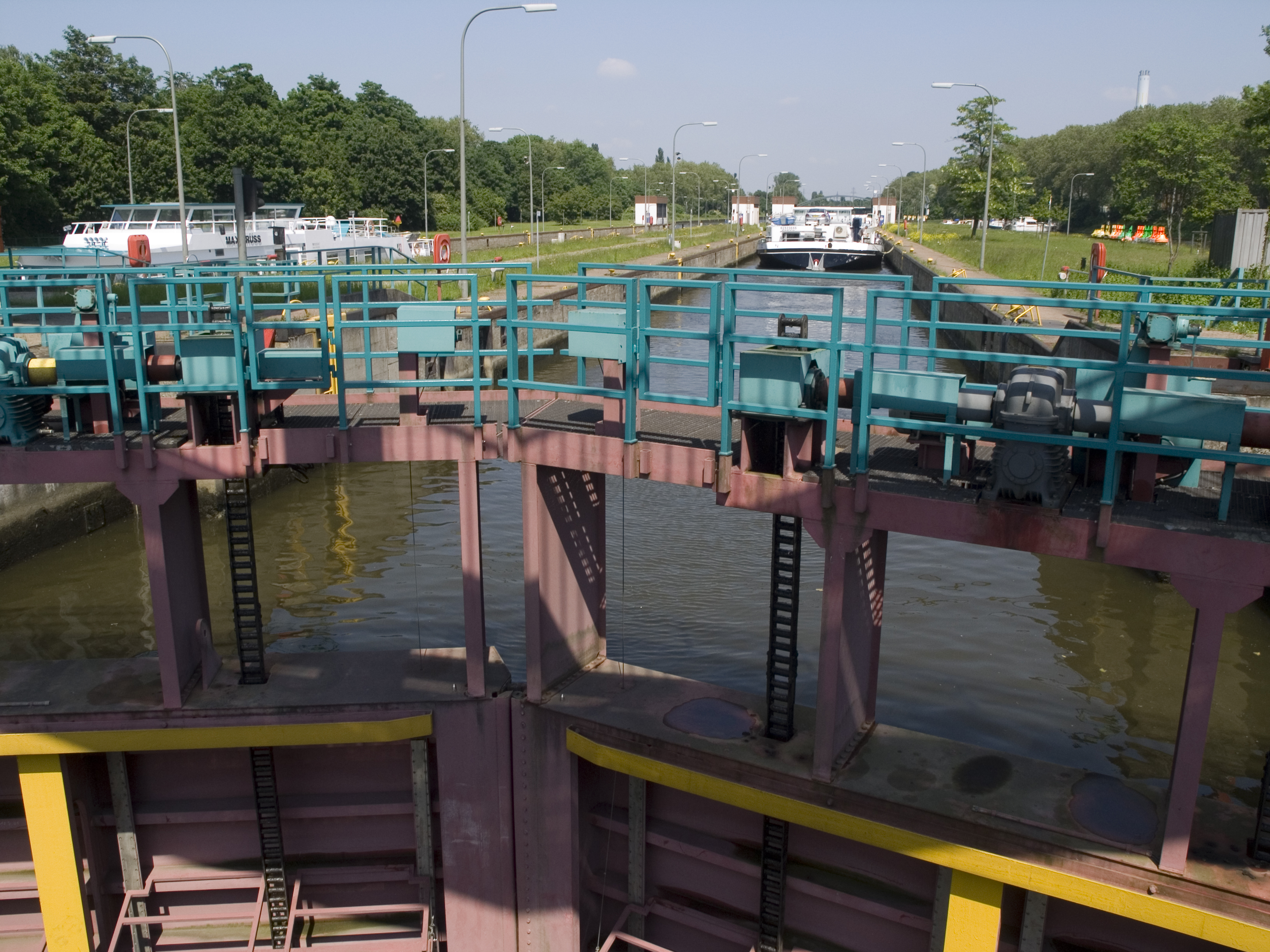
Верхние ворота

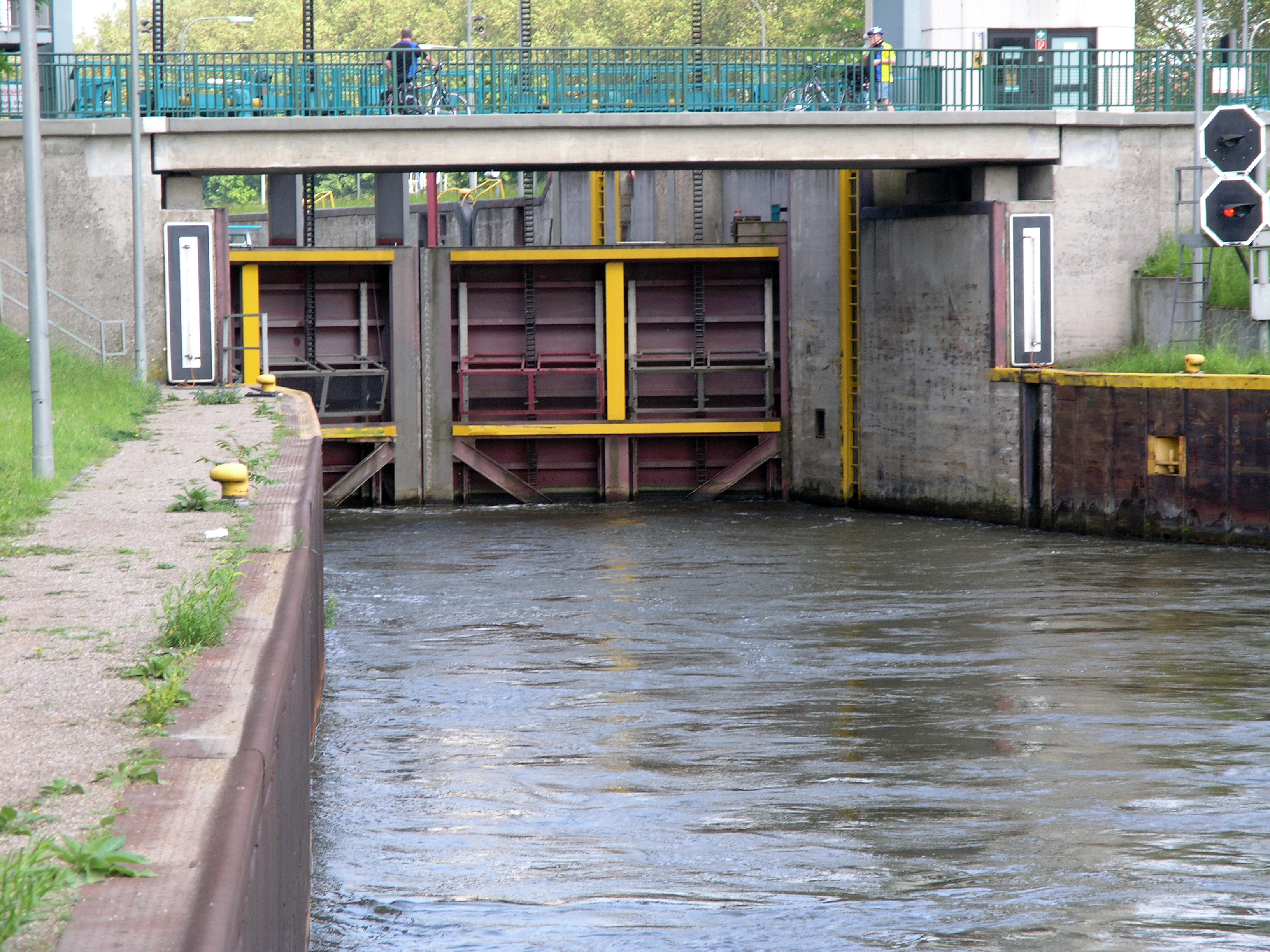
Нижние ворота

Строительство Оберхаузенского шлюза было начато в 1977 году. 3 декабря 1979 года была запущена в эксплуатацию южная шлюзовая камера. Северная шлюзовая камера была открыта для движения судов 28 июля 1984 года.

Оберхаузенский шлюз — это тематический пункт регионального проекта «Путь индустриальной культуры» Рурского региона.

## Технические характеристики[1]
- Количество шлюзовых камер — 2
- Северная шлюзовая камера:
  - Длина — 190 м
  - Ширина — 11,88 м
- Южная шлюзовая камера:
  - Длина — 190 м
  - Ширина — 11,99 м
- Перепад высот — 4,10 м
- Высота верхнего бьефа над уровнем моря — 30 м
- Тип ворот — раздвижные